# Telescopio de Treinta Metros
El Telescopio de Treinta Metros (TMT por sus siglas en inglés: Thirty Meter Telescope) es un gran telescopio reflector terrestre de espejo segmentado, propuesto para ser construido en Mauna Kea en Hawái.
El telescopio está propuesto para ser mucho más grande que los telescopios existentes (aunque el espejo del Telescopio Europeo Extremadamente Grande, en proyecto, es 49% más grande), y está diseñado para hacer observaciones desde frecuencias cercanas al ultravioleta hasta mediados del infrarrojo (longitudes de onda de 0.31 a 28 μm). Adicionalmente, su sistema de óptica adaptativa podría ayudar a corregir los errores causados por la atmósfera terrestre, ayudándolo a alcanzar el potencial de un espejo de ese tamaño.
El telescopio fue aprobado por el Board of Land and Natural Resources en abril de 2013 y estuvo esperando por un fallo de la Corte Intermediaria de Apelaciones del Estado de Hawái para autorizar el comienzo de su construcción. Aunque la obra comenzaría la construcción del telescopio en Hawaiii el 28 de julio de 2014, el tribunal de Hawái revocó el permiso para la construcción del megatelescopio.

## Usos científicos
El TMT sería un observatorio de propósito general capaz de investigar un amplio rango de problemas astrofísicos. Un informe con la justificación científica preparado por la TMT Foundation describe las siguientes metas para el observatorio:
- Investigaciones de energía oscura, materia oscura y pruebas del Modelo Estándar de física de partículas
- Caracterización de las primeras estrellas y galaxias en el Universo
- Caracterización de la época de la reionización
- Ensamble y evolución de la Galaxia durante los últimos 13 mil millones de años
- Conexiones entre agujeros negros supermasivos y galaxias
- Disección estrella-por-estrella de galaxias hasta los 10 millones de parsecs
- Investigaciones sobre la física de la formación planetaria y estelar
- Descubrimiento y caracterización de exoplanetas
- Investigaciones de la química de la superficie de los objetos del Cinturón de Kuiper
- Investigaciones de la química y meteorología de las atmósferas del Sistema Solar
- La búsqueda de la vida en planetas fuera del Sistema Solar

Por su diseño, el TMT complementa las capacidades científicas del Telescopio Espacial James Webb y del Atacama Large Millimeter Array.

## Protestas

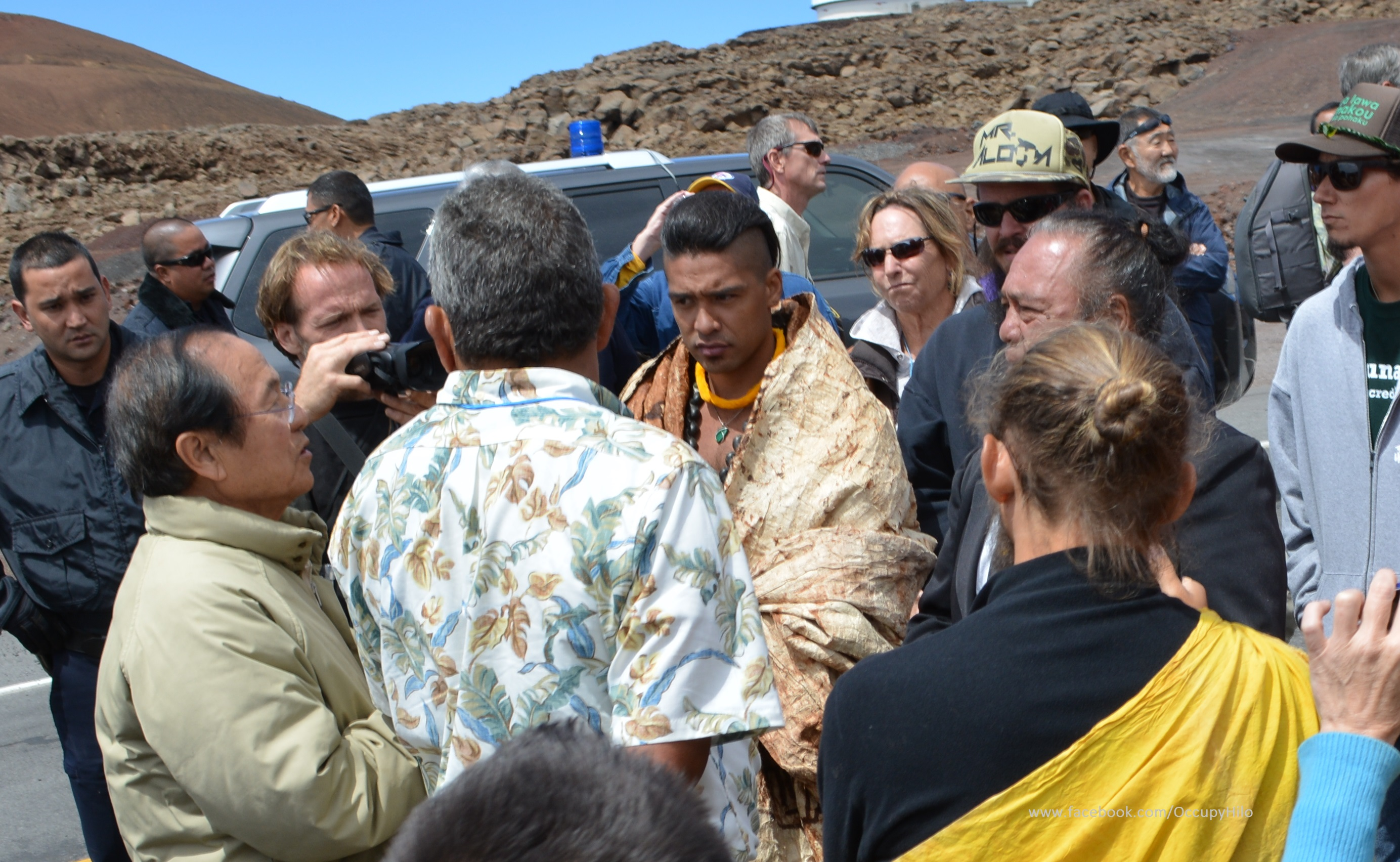
Joshua Lanakila Mangauil, practicante de la cultura, junto con Kahoʻokahi Los partidarios de la soberanía kanuha y hawaiana bloquean la carretera de acceso a Mauna Kea en octubre de 2014, manifestándose en contra de la construcción del Telescopio de Treinta Metros.

La construcción propuesta del TMT en Mauna Kea provocó protestas y manifestaciones en todo el estado de Hawái. Mauna Kea es la montaña más sagrada de la cultura hawaiana. La montaña es también tierra de conservación en poder del estado de Hawái.
El 7 de octubre de 2014, el inicio de las obras del TMT fue interrumpido por los manifestantes que provocaron un aplazamiento de la construcción. A finales de marzo de 2015, los manifestantes volvieron a detener a los equipos de construcción. El 2 de abril de 2015, unos 300 manifestantes se congregaron en Mauna Kea, algunos de los cuales trataron de bloquear el camino de acceso a la cumbre; se realizaron 23 arrestos.Una vez que la policía despejó el camino de acceso a la cumbre, entre 40 y 50 manifestantes comenzaron a seguir a los camiones de construcción cargados y lentos hasta el sitio de construcción de la cumbre.
El 7 de abril de 2015, la construcción se detuvo durante una semana a petición del gobernador del estado de Hawái, David Ige, después de que continuara la protesta en Mauna Kea. El director del proyecto, Gary Sanders, declaró que TMT accedió a la parada de una semana para continuar el diálogo; Kealoha Pisciotta, presidenta de Mauna Kea Anaina Hou, una de las organizaciones que han impugnado el TMT ante los tribunales, consideró que el desarrollo era positivo, pero dijo que la oposición al proyecto continuaría. El 8 de abril de 2015, el gobernador Ige anunció que el proyecto se estaba posponiendo temporalmente hasta por lo menos el 20 de abril de 2015. La construcción estaba programada para comenzar de nuevo el 24 de junio, aunque cientos de manifestantes se reunieron ese día, bloqueando el acceso al sitio de construcción del TMT. Algunos manifestantes acamparon en la carretera de acceso al lugar, mientras que otros rodaron grandes piedras sobre la carretera. Las acciones resultaron en 11 arrestos.
El 2 de diciembre de 2015, la Corte Suprema de Hawái invalidó los permisos de construcción de la TMT, fallando que el debido proceso legal no fue seguido cuando la Junta de Tierras y Recursos Naturales aprobó el permiso antes de la audiencia de caso impugnado. El presidente de la compañía TMT declaró: "T.M.T. seguirá el proceso establecido por el estado" Un permiso revisado fue aprobado el 28 de septiembre de 2017 por la Junta de Tierras y Recursos Naturales de Hawái. El 30 de octubre de 2018, la Corte Suprema de Hawái dictaminó, 4-1, que el permiso revisado era aceptable y que la construcción puede continuar.
El 15 de julio de 2019, los manifestantes bloquearon el camino de acceso impidiendo el inicio de las obras previstas. El 17 de julio, varios manifestantes fueron arrestados mientras continuaba el bloqueo de la carretera de acceso. Después de una semana de continuas protestas, miles de "kiai" (protectores) están acampando actualmente en Mauna Kea para detener la construcción de la TMT.